# Hiện tượng quan sát thấy UFO ở Indonesia
Đây là danh sách những trường hợp được cho là đã nhìn thấy vật thể bay không xác định hoặc UFO ở Indonesia.
- Vụ chứng kiến UFO ở Medan, Sumatra ngày 28 tháng 1 năm 1953[1]
- Vụ chứng kiến UFO ở Malang, Java ngày 21 tháng 2 năm 1953[2]
- Vụ chứng kiến UFO ở Gorontalo, Sulawesi ngày 23 tháng 2 năm 1953[3][4]
- Vụ chứng kiến UFO ở Medan, Sumatra ngày 26 tháng 6 năm 1955[5]
- Vụ chứng kiến UFO ở Đảo Alor, Đông Nusa Tenggara tháng 7 năm 1959[6][7]
- Vụ chứng kiến UFO ở Jakarta năm 1962[8][9]
- Vụ chứng kiến UFO ở Surabaya, Đông Java năm 1964[10]
- Vụ chứng kiến UFO ở Yogyakarta, Đặc khu Yogyakarta năm 1964[11]
- Vụ chứng kiến UFO ở Núi Agung, Bali năm 1973
- Vụ chứng kiến UFO ở Jakarta ngày 7 tháng 10 năm 1977[12]
- Vụ chứng kiến UFO ở Jakarta ngày 11 tháng 11 năm 1977[13]
- Vụ chứng kiến UFO ở Yogyakarta, Đặc khu Yogyakarta năm 1980[14]
- Vụ chứng kiến UFO ở Đảo Tarakan, Đông Kalimantan năm 1984[15]
- Vụ chứng kiến UFO ở Jakarta năm 1986[16]
- Vụ chứng kiến UFO ở Bandung, Tây Java năm 1989[17]
- Vụ chứng kiến UFO ở Bali năm 1991[18]
- Vụ chứng kiến UFO ở Probolinggo, Đông Java năm 1994[19]
- Vụ chứng kiến UFO ở Salatiga, Trung Java tháng 7 năm 1995[20]
- Vụ chứng kiến UFO ở Pengandonan tháng 2 năm 1996[20]
- Vụ chứng kiến UFO ở Salatiga, Trung Java tháng 9 năm 1997[20]
- Vụ chứng kiến UFO ở Núi Salak, Tây Java ngày 16 tháng 4 năm 1998[21]
- Vụ chứng kiến UFO ở Denpasar, Bali ngày 3 tháng 2 năm 2000[22]
- Vụ chứng kiến UFO ở Salatiga, Trung Java ngày 12 tháng 10 năm 2003[23]
- Vụ chứng kiến UFO ở Seminyak, Bali ngày 18 tháng 3 năm 2011[24]